# مستقبلات استشعار الكالسيوم
مستقبل استشعار الكالسيوم ( بالانجليزية : calcium-sensing receptor ) واختصارا (CaSR) هو مستقبل مقترن بالبروتين من الفئة C والذي يستشعر مستويات أيونات الكالسيوم خارج الخلية. يتم التعبير عنه في المقام الأول في الغدة جارة الدرقية، والأنابيب الكلوية في الكلى والدماغ. في الغدة الجار درقية، يتحكم في توازن الكالسيوم عن طريق تنظيم إطلاق هرمون الغدة الدرقية (PTH). في الكلى له تأثير مثبط على إعادة امتصاص الكالسيوم والبوتاسيوم والصوديوم والماء اعتمادا على الجزء الذي يتم تنشيطه من النبيب.
عند البدأ بمعرفة المستقبل كان هناك تحليل متعمق لدوره المتعلق بمرض الغدة الدرقية والأدوار الأخرى المتعلقة بالأنسجة والأعضاء في الجسم. وفي عام 1993، براون وآخرون. استطاعوا عزل استنساخًا اسمه مستقبل الكالسيوم في الغدة الدرقية البقري ( BoPCaR ) والذي استنسخ التأثير عند إدخاله إلى الكاتيونات متعددة التكافؤ. ولذلك ، تم إجراء القدرة على الاستنساخ الكامل لمستقبل استشعار الكالسيوم في الثدييات.